# 持田村 (岐阜県)
持田村（もちだむら）は、かつて岐阜県稲葉郡にあった村である。
現在の各務原市蘇原地区の北部（蘇原持田町など）に該当する。

## 歴史
- 1889年（明治22年）7月1日 - 町村制により、各務郡持田村が発足。
- 1897年（明治30年）4月1日[2] - 厚見郡、各務郡、方県郡の一部が合併し、稲葉郡となる。持田村は稲葉郡の村となる。
- 1897年（明治30年）4月1日 - 三柿野村、伊飛島村、和合村、大宮村、古市場村と合併し蘇原村が発足。同日持田村廃止。

## 学校
- 単独での学校はなく、隣の古市場村の古市場尋常高等小学校（現・各務原市立蘇原第一小学校）への通学であった。